# Neotamias bulleri
Neotamias bulleri is een zoogdier uit de familie van de eekhoorns (Sciuridae). De wetenschappelijke naam van de soort werd voor het eerst geldig gepubliceerd door J.A. Allen in 1889.

## Voorkomen
De soort komt voor in Mexico.